# Juraj Dobrila-Universiteit van Pula
De Juraj Dobrila-Universiteit van Pula (Kroatisch: Sveučilište Jurja Dobrile u Puli) is een Kroatische universiteit in de Istrische stad Pula. De naam is Juraj Dobrila, bisschop van Poreč-Pula en van Triëst-Capodistria.
Het aantal studenten vertoont een stijgende tendens en bedroeg in 2011 iets minder dan 2.465.

## Faculteiten en departementen
De Juraj Dobrila-Universitet van Pula bestaat uit een faculteit en vier departmenten:
- Faculteit Economie en Toerisme "Dr. Mijo Mirković"
- Department Geesteswetenschappen
- Department Muziek
- Department Onderwijswetenschappen
- Department Studies in de Italiaanse Taal